# Consonante laminare

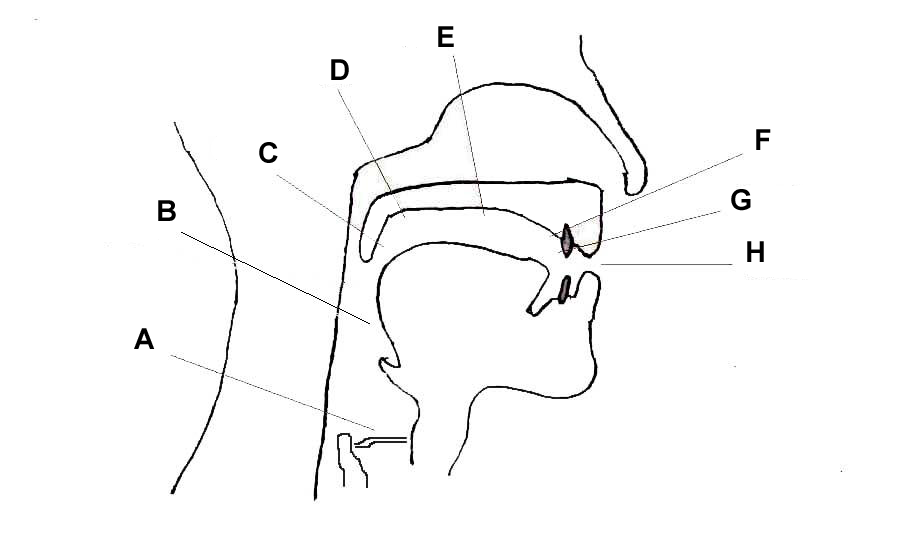
L'apparato fonatorio secondo i luoghi di articolazione: A = glottide; B = faringe; C = ugola; D = palato molle (o velo palatino); E = palato duro; F = alveoli; G = denti; H = labbra.

In fonetica articolatoria, una consonante laminare è un fono (suono del discorso) prodotto ostruendo il passaggio dell'aria con la lama della lingua, che è la superficie superiore anteriore piatta appena dietro alla punta della lingua sulla parte superiore. Questo suono si oppone alle consonanti apicali, che sono prodotte creando un'ostruzione soltanto con l'apice della lingua (cioè la punta della lingua). Questa distinzione si applica solo alle consonanti coronali, che usano la parte anteriore della lingua.
L'opposizione laminare vs. apicale non è molto comune all'interno di una lingua. Dove tale contrasto si manifesta, è tipicamente fonemico con le fricative e le affricate piuttosto che con le pause, sebbene alcune lingue native della California facciano la distinzione anche con le occlusive. La lingua basca distingue tra laminari e apicali nella regione alveolare, come fa il serbo-croato, mentre il polacco e il cinese hanno la distinzione con le consonanti postalveolari.
Poiché le consonanti laminari usano il piatto della lingua, coprono un'area di contatto più ampia delle consonanti apicali. Le consonanti laminari in alcune lingue sono state registrate con un'ampia occlusione (chiusura) che copre l'intera parte anteriore della bocca, dal palato duro ai denti. Perciò è difficile confrontare le due: le laminari e le apicali alveolari sono due articolazioni differenti.
Un'articolazione laminare molto comune è chiamata a volte dento-alveolare; essa unisce la cresta alveolare ai denti, ma un po' più in avanti delle altre consonanti laminari alveolari, che coprono una parte maggiore della cresta alveolare (e potrebbero essere considerate postalveolari). Questa è la situazione del francese.
Parte della confusione nella denominazione delle consonanti laminari è, in effetti, una questione di punti di vista: quando si guarda una persona pronunciare una alveolare o dento-alveolare laminare, si può vedere la punta della lingua toccare il retro dei denti, o perfino sporgere tra i denti. Questo dà loro il nome comune dentale. Acusticamente tuttavia, l'elemento importante è dove si trova l'occlusione più arretrata, perché questo è il punto dove termina la camera risonante nella bocca, e questo determina la dimensione e la forma, e pertanto l'acustica, della cavità orale, che produce a sua volta l'armonia delle vocali. In base a questa considerazione le coronali francesi sono alveolari, e differiscono dalle alveolari inglesi primariamente per essere laminari piuttosto che apicali (ossia, in francese la lingua è più piatta). Ci sono vere dentali laminari in alcune lingue, senza alcun contatto alveolare, e suonano diversamente dalle consonanti francesi. Nondimeno, l'ampiezza del contatto ha qualche importanza, perché influenza la forma della lingua più indietro, e perciò la forma della cavità risonante. Inoltre, se il rilascio di una consonante dento-alveolare non è repentino, la lingua si può staccare dalla volta palatina da dietro in avanti, in effetti spostandosi da una pronuncia alveolare ad una dentale.